# Tetramorium wadje
Tetramorium wadje är en myrart som beskrevs av Bolton 1980. Tetramorium wadje ingår i släktet Tetramorium och familjen myror. Inga underarter finns listade i Catalogue of Life.